# Ráday utca
Ráday utca est une rue semi-piétonne située dans Ferencváros, quartier du 9e arrondissement de Budapest. Il s'agit de l'une des rues les plus animées du centre de la capitale hongroise. Elle dispose d'un grand nombre de restaurants et bars destinés essentiellement à un public étudiant.